# Ablaye Diop
Pour les articles homonymes, voir Abdoulaye Diop et Diop.
Ablaye Diop, parfois appelé Abdoulaye Diop, né le 6 novembre 1983 à Guédiawaye, est un karatéka sénégalais. 
À 20 ans, il devient le plus jeune récipiendaire de l'Ordre du Mérite sénégalais.

## Palmarès

### Championnats d'Afrique
- Médaillé d'or en open aux Championnats d'Afrique de karaté 2004 à Durban
- Médaillé d'or en plus de 80 kg aux Championnats d'Afrique de karaté 2005 à Luanda
- Médaillé d'or par équipes aux Championnats d'Afrique de karaté 2005 à Luanda
- Médaillé d'argent en plus de 84 kg aux Championnats d'Afrique de karaté 2018 à Kigali
- Médaillé de bronze en open aux Championnats d'Afrique de karaté 2005 à Luanda
- Médaillé de bronze en plus de 80 kg aux Championnats d'Afrique de karaté 2008 à Cotonou
- Médaillé de bronze en plus de 84 kg aux Championnats d'Afrique de karaté 2010 au Cap

### Jeux africains
- Médaillé d'or en plus de 84 kg aux Jeux africains de 2011 à Maputo

### Championnats du monde junior
- Champion du monde junior des moins de 80 kg en 2003

### Jeux de la solidarité islamique
- Médaillé de bronze en open aux Jeux de la solidarité islamique en 2005 à Médine

### Autres tournois
- Vainqueur de l'Open International de Paris 2007 en plus de 80 kg
- Médaille de bronze de l'Open International de Paris 2007 en open
- 5e de l'Open International de Paris 2008 en open
- Médaille de bronze de l'Open d'Italie 2010 en plus de 84 kg
- Médaille de bronze de l'Open d'Allemagne 2010 en plus de 84 kg

## Récompenses
- Meilleur sportif sénégalais de l'année 2003
- 2e Lion d'Or 2003